# J. Malucelli Futebol
Il J. Malucelli Futebol, meglio noto come J. Malucelli e in precedenza come Malutrom e come Corinthians Paranaense, era una società calcistica brasiliana con sede nella città di Curitiba, capitale dello stato del Paraná.

## Storia
Il club è stato fondato il 27 dicembre 1994 come Clube Malutrom dalle famiglie Malucelli e Trombini. Malutrom è l'acronimo di Malucelli e Trombini
Nel 2000, il Malutrom ha vinto i Moduli Verde e Bianco della Copa João Havelange, dopo aver battuto l'Uberlândia, e qualificandosi per gli ottavi di finale, dove il club è stato eliminato dal Cruzeiro.
Nel 2005, il club ha cambiato denominazione in J. Malucelli Futebol.
Nel 2007, il club ha vinto la Copa Paraná, dopo aver battuto il Londrina in finale, qualificandosi per la Recopa Sul-Brasileira dell'anno successivo, per la Coppa del Brasile dell'anno successivo e per il Campeonato Brasileiro Série C. Il club è stato eliminato in semifinale dal Caxias nella Recopa Sul-Brasileira.

### Corinthians Paranaense
Il club ha cambiato denominazione in Sport Club Corinthians Paranaense nel 2009, dopo essere stato ufficialmente registrato dalla Confederação Brasileira de Futebol. Il club ha adottato logo e divise simili a quelle dello Sport Club Corinthians Paulista.

### Di nuovo come J. Malucelli
Dopo tre anni come Corinthians Paranaense, il club è tornato ufficialmente a chiamarsi J. Malucelli Futebol il 10 agosto 2012.

### Il fallimento
Il 5 dicembre 2017 la squadra sparisce dallo scenario calcistico dichiarando fallimento.

## Palmarès

### Competizioni statali
- Campeonato Paranaense Segunda Divisão: 1

1998
- Copa Paraná: 1

2007

### Altri piazzamenti
- Recopa Sul-Brasileira:

Semifinalista: 2007